# Temp Szepetówka
Temp Szepetówka (ukr. Футбольний клуб «Темп» Шепетівка, Futbolnyj Kłub „Temp” Szepetiwka) – ukraiński klub piłkarski z siedzibą w Szepetówce. W 1995 roku klub został rozformowany.

## Historia
Chronologia nazw:
- 1990: Temp Szepetówka (ukr. ФК «Темп» Шепетівка)
- sierpień 1995: Temp-Adwis Chmielnicki (ukr. ФК «Темп-Адвіс» Хмельницький)
- listopad 1995: klub rozwiązano
- 2005: FK Szepetówka (ukr. ФК «Шепетівка»)
- 2010: Temp Szepetówka (ukr. ФК «Темп» Шепетівка)

Drużyna piłkarska Temp została założona w mieście Szepetówka w obwodzie chmielnickim w 1990 roku przez miejscowego przedsiębiorcę Dżumbera Nesznianidze.
W 1991 zespół debiutował w Drugiej Niższej Lidze Mistrzostw ZSRR, w której zajął 9 miejsce. Również w tym roku zespół zdobył Puchar Ukrainy spośród drużyn amatorskich, co umożliwiło startować w rozrywkach Wyższej Lihi w 1992 roku. Po sezonie 1994/1995 klub spadł do Pierwszej Lihi. 
W sierpniu 1995 roku nastąpiła fuzja z klubem Adwis Chmielnicki w wyniku czego powstał klub Temp-Adwis. Pierwszy zespół reprezentował Chmielnicki, zajmując miejsce drużyny z Szepetówki, i występował w Pierwszej lidze (D2), a miejsce drużyny z Chmielnickiego zajął drugi zespół Temp-Adwis-2, który rozgrywał swoje mecze domowe Drugiej ligi w Szepetówce.
Jednak klub z przyczyn finansowych w Pierwszej lidze rozegrał tylko rundę jesienną - najpierw w Chmielnickim, a rozegrał (w tym swój ostatni mecz 6 listopada) w Krasiłowie. W rundzie wiosennej sezonu 1995/96 Temp-Adwis przekazał swoje miejsce w lidze dla klubu Ratusza Kamieniec Podolski.
W 2005 w Szepetowce w mistrzostwach obwodu chmielnickiego występowała drużyna pod nazwą FK Szepetówka. W 2010 klub debiutował w Wyższej Lidze mistrzostw obwodu chmielnickiego z historyczną nazwą Temp.

## Sukcesy

### ZSRR
- IV Liga:

9 miejsce: 1991
- Puchar Ukraińskiej SRR:

zdobywca: 1991

### Ukraina
- I Liga:

9 miejsce: 1994
- Puchar Ukrainy:

1/32 miejsce: 1992

## Trenerzy
- 1990–06.1992: / Isztwan Sekecz
- 07.1992–08.1992:  Zaja Awdysz
- 09.1992–11.1992:  Jurij Wojnow
- 03.1993–04.1993:  Siergiej Docenko
- 05.1993–11.1994:  Łeonid Tkaczenko
- 11.1994–04.1995:  Stanisław Biernikow
- 04.1995–05.1995:  Rewaz Dzodzuaszwili

## Inne
- Adwis-Chutrowyk Chmielnicki
- Podilla Chmielnicki